# Мур-ам-Зее
Мур-ам-Зее (нім. Muhr am See) — громада в Німеччині, розташована в землі Баварія. Підпорядковується адміністративному округу Середня Франконія. Входить до складу району Вайсенбург-Гунценгаузен.
Площа — 10,95 км2. Населення становить 2369 ос. (станом на 31 грудня 2020).